# 大秦帝国之崛起
《大秦帝国之崛起》，是《大秦帝国》系列第三部，由西安曲江文化产业风险投资公司投资，西安曲江大秦帝国影业投资有限公司制作的中国大陆古装剧，导演丁黑，宁静、张博、宁露、邢佳栋、沈佳妮、杨志刚、赵纯阳等人主演，2011年4月杀青。本劇讲述宣太后芈八子和儿子秦昭襄王嬴稷的权力更迭，於2017年2月9日，在央视一套首播。奖项: 中美电视节最佳电视剧“金天使奖”提名，中国电视金鹰奖最佳电视剧提名。

## 播出时间及平台
| 频道           | 所在地区 | 播映日期     | 播出时间                       |
| -------------- | -------- | ------------ | ------------------------------ |
| 央视一套       | 中国大陆 | 2017年2月9日 | 星期一至五（20:00～22:00）     |
| 樂視 腾讯 优酷 | 中国大陆 | 2017年2月9日 | 星期一至五（每晚24点更新两集） |

## 剧情
该剧改编自孙皓晖的长篇小说《大秦帝国》。它是《大秦帝国》系列电视剧第三部，讲述了秦武王死後秦昭襄王執政期间，秦国攻打六国，替三十年後嬴政一统天下奠定了良好的基礎的历史故事。
西元前307年，秦國歷史上執政時間最長的君王秦昭襄王嬴稷繼位。其後五十六年期間，秦王嬴稷在其母宣太后和其舅魏冉扶植下，從一個稚嫩年輕君王，成長為了一位堅毅沉著，威震天下的真正王者；而秦國也由一般強國，一躍崛成為傲視列國的超級大國。
在秦宣太后、縱橫家范雎、「戰神」白起協助下，嬴稷採用「力交利交」、「遠交近攻」等國策，率領秦國子民先後滅義渠、修長城、重創齊國、攻陷楚國都城，進而迫使魏、韓兩國俯首稱臣，並以極其慘烈的長平之戰毀滅性地打擊了當時剩下大敵—趙國。最後，更一舉消滅西周國收納九鼎。自此秦國雄傲中原無人能及，三十餘年後嬴政統一中國之霸業也由此拉開序幕。

## 演員表

### 秦國

#### 秦國王室
| 演员                | 角色           | 介紹 | 备注                                        |
| 秦惠文王嬴駟 世系   |                | |                                             |
| 富大龍              | 秦惠文王嬴駟   | 秦惠文王 秦惠文后、羋八子之夫 秦悼武王、秦昭襄王之父 | *特别出演 *为前作《大秦帝国之纵横》相同演员 |
| 秦悼武王嬴蕩 世系   |                | |                                             |
| 傅淼                | 惠文后 魏紓    | 秦惠文王王后 秦國王太后 秦惠文王之妻 秦悼武王之母 |                                             |
| 赫子铭              | 秦悼武王 嬴蕩  | 秦悼武王（秦武王） 秦惠文王之子 秦昭襄王之兄 |                                             |
| 秦昭襄王嬴稷 世系   |                | |                                             |
| 宁静                | 宣太后         | 羋八子→秦宣太后 秦國王太后 秦惠文王之妾 秦昭襄王之母 |                                             |
| 张博                | 秦昭襄王嬴稷   | 秦昭襄王（秦昭王） 秦始皇之曾祖父 秦惠文王之子 秦悼武王之弟 葉陽后、唐八子之夫 秦昭襄王在位時，秦國繼續擴張，打敗趙國的長平之戰就是在其在位晚期發生的 秦昭襄王在位時間長久，任用魏冉、范雎、白起等名臣，治軍備戰，富國強兵，使秦國奠定將來一統天下的基礎 於第1集回秦繼位 於第5集扣留楚懷王於秦國章台 於第7集邀請孟嘗君田文赴秦，封其為丞相 於第14集邀請韓、魏、趙、燕、楚五國到秦國宜陽離宮，並主持六國伐齊聯盟 於第15集怒斥魏冉並免去其丞相之位，並親赴前線會見趙王、燕王、楚王，救出白起。其後將陶邑分封給魏冉，但不令其復相 於第18集與魏伶優大婚 於第21集委任范雎為客卿 於第22集讓太子嬴倬到魏國為人質 於第23集策立嬴柱為太子，並行監國之責 於第25集採取范雎「遠交近攻」之東出策略 於第26集派秦軍十幾萬攻打韓國上黨郡 於第27集派秦軍直逼趙國丹水，開始展開長平之戰 於第33集給白起下空詔，以其決定趙國二十萬降卒生死 於第35集阻止白起攻打趙國國都邯鄲 於第36集命王齕為統帥，再度領秦軍三十萬攻打趙國國都邯鄲，爆發邯鄲攻防戰 於第40集正式滅周，自封为新天子，命六国臣服新天子 於续作《大秦赋》第4集去世。 | 刘钊宏（少年嬴稷） 王庆祥（晚年嬴稷）       |
| 宁露                | 叶阳王后       | 楚國葉陽公主→秦昭襄王王后（葉陽后） 秦昭襄王之妻 |                                             |
| 原雨                | 唐八子         | 唐八子 秦國太后 秦昭襄王之妾 秦孝文王之母 |                                             |
| 王梓桐              | 魏伶優         | 嬴宗室嬴雍之女名麗姬，想刺殺秦王，為家人報仇，但已嫁王上，不忍殺他。當年太后、魏冉、白起等平季君之亂，殺其家人。現在，她只想被寵幸，生子，將來得以為王，以還祖上之願。最後，被王上打入冷宮；多年後，求賜一死，王上終下詔。 | 柴蔚（小魏伶優）                            |
| 秦孝文王嬴柱 世系   |                | |                                             |
|                     | 秦孝文王嬴柱   | 策立嬴柱為太子，並行監國之責。 |                                             |
| 秦莊襄王嬴子楚 世系 |                | |                                             |
|                     | 秦莊襄王嬴子楚 | |                                             |

#### 秦國朝廷
| 演员   | 角色   | 介紹 | 备注               |
| 周波   | 嬴疾   | 右丞相，代替魏冉征伐楚國，兩國停戰後，回秦時，因舊傷復發而亡。 |                    |
| 孫強   | 甘茂   | 左丞相，離職去齊國當大夫。 |                    |
| 紀永清 | 司馬錯 | 秦滅蜀戰役的統帥。 |                    |
| 邢佳栋 | 白起   | 秦國上將軍 戰國四名將 秦國名將、軍事家，兵家代表人物 擔任秦國將領30多年，期間攻城70餘座，殲滅近百萬敵軍，被封為武安君 一生有伊闕之戰、鄢郢之戰、華陽之戰、陘城之戰和長平之戰等輝煌勝利 長平戰後，白起希望一舉滅趙，但范雎認為秦軍應該休養生息，秦昭襄王決定停戰。白起認為失去滅趙國的最佳時機，以後再攻打趙國再無獲勝的機會，白起稱病不再任命統帥，之後秦昭襄王再度想要攻趙時，欲請白起掛帥，但白起認為已經失去良機而不肯從命，秦王一怒之下放逐白起，又因范雎稱「白起臨走時有怨氣，恐其走後為他國所用」，於是秦昭襄王派使者把白起賜死，命他自刎。 | 孙霆（青年白起）   |
| 沈佳妮 | 趙蔓   | 白起之妻，勸白起放了趙降卒，但白起卻把降卒全殺了，只留下兩百四十童軍回趙，而趙蔓也回趙。回秦，陪白起身邊。 |                    |
| 赵純阳 | 魏冉   | 大將軍、丞相 函谷關之戰時，秦王悔悟，尊魏冉為相，以退兵。向魏相田文討要陶邑。王上封陶邑，為增陶邑封地，在出兵伐魏。最終，於陶邑身亡。 | 张振华（青年魏冉） |
| 應強   | 羋戎   | 函谷關之戰時，堅守城池。 |                    |
| 金盛宇 | 蒙驁   | 列國攻齊，領秦軍攻齊河東之地，只為吸引齊軍主力，好讓樂將軍聯軍進攻齊國。 |                    |
| 隋書楊 | 王齕   | 討趙國、取上黨。趙國反撃，秦國秘密派遣白起為上將軍增援，王齕為副將。長平之戰，大破趙國。 |                    |
| 沈保平 | 李冰   | 蜀郡太守開創都江堰水利工程一直用到現在，是利國利民的大工程。協助白起水淹鄢郢之戰。長平之戰時，白起至蜀地征糧，運至長平。 |                    |
| 何樹標 | 李二郎 | 李冰之子 協助白起水淹鄢郢之戰。 |                    |
| 胡佳旭 | 嬴倬   | 秦昭襄王長子，也是太子質於魏國，在魏國被平原君所殺。 |                    |
| 邱東紅 | 胡傷   | 戰國時代後期秦國客卿，與白起在華陽之戰的表現是他最光輝的戰役，閼與之戰被趙奢打敗。 |                    |
| 彭國斌 | 嬴市   | 出使齊、楚等國。為秦王辦武關會盟之事，使宣太后不快，回封地治理三年不成不回。 |                    |
| 張晶偉 | 嬴悝   | 出使齊、楚等國。為秦王辦武關會盟之事，使宣太后不快，回封地治理三年不成不回。 |                    |
| 吴连生 | 范雎   | 在鄭安平與秦國使臣王稽的幫助下逃到秦國，化名為張祿，做了秦昭襄王的相國。提出了遠交近攻的策略，抨擊穰侯魏冉越過韓國和魏國而進攻齊國的做法。他主張將韓、魏作為秦國兼併的主要目標，同時應該與齊國等保持良好關係。范遂被拜為客卿，之後，他又提醒秦昭襄王，秦國的王權太弱，需要加強王權。秦昭襄王遂於廢太后之權，並驅逐穰、宛、鄧、華等四大列侯到函谷關外，避免影響國政，昭襄王拜范雎為相國，號為應侯。范雎為人性情激昂，恩仇必報，掌權後先羞辱魏使須賈，之後又迫使魏齊自殺；另也舉薦鄭安平出任秦國大將，王稽出任河東郡守，以報其恩。提議將太子質於魏，以換取魏國支持。成功以反間計使趙國啟用無實戰能力的趙括代廉頗為將，使得白起大破趙軍。因范雎稱「白起臨走時有怨氣，恐其走後為他國所用」，於是秦昭襄王派使者把白起賜死，命他自刎。 |                    |
| 尹靜   | 王稽   | 任謁者時奉命出使魏國，幫助范雎逃往秦國。被舉薦為河東郡郡守，後因私通諸侯之罪遭處死後棄市。 |                    |
| 鲁佳   | 鄭安平 | 曾幫助范雎逃往秦國，范雎出任秦國國相後，鄭安平被舉薦為將軍，後因邯鄲之戰被趙軍包圍而投降趙國，被封為武陽君。鄭安平死於趙國，其封地被收回。 |                    |
| 马小宁 | 魏优旃 | |                    |
| 武雨澤 | 魏丑夫 | 為宣太后男寵 | 徐钰涵（小魏丑夫） |

### 趙國
| 演员   | 角色         | 介紹 | 备注                      |
| 李槐龙 | 趙惠文王趙何 | 因承諾詔之故，逮捕李兌。 |                           |
| 張迪   | 趙孝成王趙丹 | 馮亭獻郡於趙國，趙孝成王接受，趙豹勸阻。趙孝成王不從，遂有兩年後的長平之戰。用趙括代替老將廉頗，改守為攻，在長平主動全線出擊，向秦進攻。秦將白起實行反包圍，使趙軍糧道斷絕，困於長平。最後，趙軍四十六日不得食，分四路突圍五次不成，趙括戰死，四十五萬趙兵被坑殺，趙國從此國勢轉弱，史稱長平之戰。 |                           |
| 王雙寶 | 廉頗         | 廉頗為將伐齊，乘濟西之勢大破之，取陽晉，拜為上卿，以勇氣聞於諸侯。得知後頗為愧疚，便向藺相如負荊請罪，二人言歸於好，成為刎頸之交，傳為美談。與白起、王翦、李牧並稱「戰國四大名將」。長平之戰前期，廉頗以固守的方式成功抵禦了秦國軍隊。                                                             |                           |
| 焦俊翔 | 藺相如       | 通過自己的智慧和過人的意志成功保住了和氏璧，而秦國也沒有獻出城池，史稱完璧歸趙。就避免與廉頗見面，他說廉頗是個名將，自己為了顧及趙國社稷，願意迴避廉頗。 |                           |
| 宋重東 | 平陽君趙豹   | 韓國野王降秦國，韓國上黨郡與本國的聯繫被切斷。馮亭獻郡於趙國，趙孝成王接受，趙豹勸阻。趙孝成王不從，遂有兩年後的長平之戰。 |                           |
| 劉乃藝 | 平原君趙勝   | 平原君被拜相，其後「三去相、三復位」，前後相趙48年，歷經惠文王、孝成王二朝。為得到魏國的援軍，殺了秦國太子。收留魏齊，使秦王招入秦 于续作《大秦赋》第7集去世。 | *为续作《大秦赋》相同演员 |
| 劉軍   | 虞卿         | 秦軍撤退，虞卿建議不要再割地給秦國，因秦軍已疲，不應把秦國無力搶奪的土地送給她；虞卿則指出樓緩的說法，根本已經是秦國的說客了，最後趙王相信虞卿建議，把六城割給秦國，秦國得知，亦馬上派使者到趙國講和。                                                                                             |                           |
| 齊濤   | 趙奢         | 趙惠文王急召廉頗、樂乘等老將詢問對策，他們一致認為道路過於遙遠，路狹難救，但趙奢獨排眾議，表示閼與地勢險狹，猶如兩鼠鬥於穴中，只要將士勇敢就可獲勝。趙惠文王決定讓趙奢率軍救援閼與。 |                           |
| 高英   | 趙括母       | 上書趙王，說趙括不能為將，指出趙括在人品方面（並未提到能力）有問題，並說：「王以為若其父乎？父子不同，執心各異。願王勿遣。」然而趙王不聽，於是趙母問，如果趙括戰敗，自己是否可以不受株連，趙王同意了。趙括戰敗後趙母確實免受株連。                                                                 |                           |
| 张译文 | 赵括         | 趙奢生前認為趙括只能紙上談兵，不能大用。趙奢死後，趙括為將，果然在長平之戰大敗於秦軍，為秦軍所殺。 |                           |
| 馬小寧 | 樓緩         | 到趙國勸趙孝成王投靠秦國，極力建議趙國割地，被虞卿和平原君阻止。 | 4                         |
| 周樂   | 奉陽君李兌   | 認出楚懷王送來的和氏璧，讓他們住一晚，就離開。與蘇秦合作五國合縱攻秦。 |                           |
| 羅天佑 | 毛遂         | |                           |

### 齊國
| 演员   | 角色       | 介紹 | 备注 |
| 王繪春 | 齊湣王田地 | 聯合韓、魏等國伐秦，就是函谷關之戰。相信蘇秦，立為齊相，攻打函谷關。簽訂秦齊互不干涉盟約，秦不干涉齊攻宋，齊也不干涉秦取魏安邑。最終，齊滅宋。五國合力滅齊，只有莒和即墨二城未攻破。齊湣王希望藉著楚 軍力量抵抗燕軍，便委任淖齒為國相。淖齒在莒地殺掉了齊湣王。 |      |
|        | 齊王建     | 齊襄王之子 |      |
| 霍青   | 孟嘗君田文 | 秦昭襄王邀其入秦為相，其條件是絕楚盟齊。聯合韓、魏等國伐秦，就是函谷關之戰。得勝回齊，交出相印。出逃至魏為相，乃伊闕之戰後，建議魏王與趙為依靠。 |      |
| 陳良   | 雞鳴       | 逃離函谷關時，有宵禁，食客會雞鳴，才提早開關逃離。 |      |
| 馬賽   | 狗盜       | 向人求情，那人要禮物，但已呈秦王，只能盜出再給。 |      |

### 魏國
| 演员   | 角色         | 介紹 | 备注 |
| 武洪武 | 魏昭王魏遫   | 孟嘗君奔魏，魏昭王以為相，與諸侯共伐破齊。燕昭王悉起燕國之兵，以樂毅為上將軍，直取齊國七十餘城。 |      |
| 劉中原 | 魏安釐王魏圉 | 寵幸本國美男子龍陽君，並因龍陽君懼怕失寵而下令禁止進獻美人。 |      |
| 高錦   | 信陵君魏無忌 | 魏國上將軍，和平原君趙勝、孟嘗君田文、春申君黃歇合稱為「戰國四公子」(或稱「養士四公子」)。 |      |
| 狄劍青 | 魏齊         | 魏國宰相重笞范雎，范雎身受重傷，只好裝死，被丟在廁所中。逃到趙國平原君處，秦昭襄王邀平原君出使秦國，卻將平原君軟禁，以威脅趙孝成王。魏齊與虞卿逃回魏國，想通過信陵君到楚國去，結果，信凌君不肯見，魏齊被逼自殺。 |      |
| 姚潤昊 | 須賈         | 向宰相魏齊說范雎想投靠魏冉。范雎羞辱完須賈之後，要須賈回魏國，命魏王斬殺魏齊，否則秦兵將血洗大梁。 |      |
| 閻已昌 | 侯嬴         | 因魏安禧王的寵妃如姬曾受信陵君之恩，侯嬴定計讓如姬盜出宮中虎符，並讓力士朱亥陪同信陵君，威奪晉鄙兵權以救趙，史稱「信陵君竊符救趙」。信陵君出發後，侯嬴自刎而死，大約與朱亥殺死晉鄙同時。                         |      |

### 燕國
| 演员   | 角色         | 介紹 | 备注 |
| 孫嶸   | 燕昭王姬職   | 為報子之之亂的仇，相信蘇秦滅齊之計，最終，使齊只有莒、即墨兩城而已。 |      |
| 王小毅 | 苏秦         | 出使秦國帶姬狐密信給宣太后與秦昭襄王，希望援手相助。與李兌合作五國合縱攻秦，只是佯攻，做做樣子而已，其目的是要趙、韓、魏、燕、秦等國合力滅齊。最終成功，齊只有莒與即墨二城；而死間者惟死而已，被齊王殺死。 |      |
| 黨昊   | 樂毅         | 出使秦國順路護送羋八子和秦昭襄王回國。樂毅統率秦、韓、趙、魏、燕五國之兵伐齊，大敗齊軍於濟西之戰，最後齊湣王被名義上救齊的楚國將領淖齒處決。此後，韓、秦兩國之兵回國，魏入略宋地，趙得河北地，樂毅獨率燕國軍隊追逐敗逃的齊軍，直至齊都臨淄。攻占臨淄之後，盡取齊國寶物、財物、祭器運往燕國。燕昭王大喜，親至濟上勞軍，樂毅被封為昌國君。樂毅留居齊地5年，接連攻下齊國70餘城，皆改為燕國郡縣，但分別以齊襄王和田單為首的莒和即墨兩城則未能攻下。 |      |
| 王笛   | 太子平妃姬狐 | 身染重病，不久人世，希望得到秦國的援手。 |      |
|        | 燕王喜       | |      |

### 韓國
| 演员   | 角色         | 介紹 | 备注 |  |
| 陳周   | 韓釐王韓咎   | 韓國派陽城君到秦國謝罪，割上黨之地請和。 |      |  |
| 秦梵翔 | 韩桓惠王韩然 | |      |  |
| 楊鐵然 | 馮亭         | 另一方面，派遣韓陽，通知上黨郡守靳黈撤離上黨，靳黈不肯，韓桓惠王派馮亭接替他的位置。馮亭將上黨交給趙國，趙王將此事告訴給平原君趙勝，趙勝請求接受。趙王就派遺趙勝前往接收上黨。長平之戰時，馮亭與趙國大將趙括對抗秦國軍隊，戰死。 |      |  |
| 任學海 | 公仲朋       | |      |  |

### 楚國
| 演员   | 角色                 | 介紹 | 备注 |
| 彭波   | 楚懷王熊槐           | 打算武關會盟秦王，於武關會盟之地被秦王抓走，軟禁於章台。想逃回楚國，被拒；走小道去趙，又被送回秦國，最後，病死於秦國。                                             |      |
| 廖偉   | 楚頃襄王熊橫（芈橫） | 從楚國到秦國為質，打死一位秦國大夫，而發生兩國大戰；又被質於齊國。在楚王被俘後，從齊國迎回新的楚君。                                                               |      |
| 陸思宇 | 楚考烈王熊完         | 棄秦楚兩國的盟約不顧，派遣春申君領兵救援趙國。與此同時，魏國也派出信陵君魏無忌救援趙國，在楚、魏、趙三國的聯合下，一舉擊潰秦國，解除了邯鄲之圍。                   |      |
| 楊志剛 | 屈原 （羋原）        | 阻止楚王武關會盟秦王沒成；在楚王被俘後，另立新的楚君。被楚頃襄王逐沅、湘。雖日夜思念郢都，卻因被放逐而不能回朝效力祖國而十分痛苦和悲傷，懷抱一石，投入汨羅江而死。 |      |
| 鄭天庸 | 昭陽                 | 也不贊成武關會盟。在楚王被俘後，另立新的楚君。以楚國沒糧草為由，向宣太后商借。                                                                                     |      |
| 徐東生 | 春申君黃歇           | 被楚考烈王任命為楚國令尹，封為春申君。行刺武安君白起，未成。 |      |
| 魏華   | 子蘭                 | 娶秦國公主為妻。想當楚王，去求宣太后，見楚懷王一面。 |      |
| 夏侯鑌 | 靳尚                 | 在楚王被俘後，另立新的楚君。 |      |
| 晉松   | 淖齒                 | 以救援齊國的名義率兵進入齊國。齊湣王希望藉著楚軍力量抵抗燕軍，便委任為國相。在莒地殺掉了齊湣王，並奪回了以前被齊國佔去的淮北土地。                                 |      |

### 義渠
| 演员   | 角色         | 介紹 | 备注 |
| 陳昊   | 義渠王義渠駭 | 為義渠縣令，但極思復國，想與趙國合作滅秦。宣太后引誘義渠王入秦，殺之於甘泉宮。將義渠逐出黃河以南地區，在其地設置了隴西、北地、上郡三郡，並在邊境開始修建長城。 |      |
| 陈晓   | 芈琰         | 嬴稷同母異父的兄長, 在秦昭襄王加冠大典上，喝了羋八子母親與惠后手中的毒酒，並與昭襄王比劍，親自讓王殺死自己，解除自己的痛苦。                                     |      |
| 高珂雯 |              | |      |

## 電視主題曲
| 曲序 | 曲目               |        | 作曲 | 演唱                            |
| ---- | ------------------ | ------ | ---- | ------------------------------- |
| 1.   | 《崛起》（主題曲） | 王海平 | 赵麟 | 谭晶（原版） 陈冰（央视播出版） |

## 其他
- 根據張博訪問表示，片方因為王學兵涉毒被捕把王的戲全部拿掉，找一個人重補[4]。2015年5月14日官方微博表示演員邢佳栋补拍「白起」的戏份[5]。该剧也因此延期上映。因为科技已有所进步，邢佳栋补拍的白起一角的清晰度为1080P高清，与同框的原版角色们（720P）不同。
- 有媒體披露，第30集中，秦國人在尋找趙國的內奸名單，竹簡用小篆字體寫成，名冊上出現中國共產黨領導人的名字，還包括唐太宗李世民、本劇總導演丁黑等人，根據劇情內容暗示這些人就是奸臣，引起網上一番討論。亦有媒体质疑该影片为剪辑后的。兩天後，這一集已在各個視頻網站中被下架，在重新剪辑后恢复上架[6]。

## 外部連結
- 樂視網-大秦帝国之崛起概述（页面存档备份，存于）
- 大秦帝国之崛起的新浪微博
- 在Netflix上觀看《大秦帝国之崛起》
- 《大秦帝國III之崛起》緯來官方網站 （页面存档备份，存于）

| 中国大陆 央视一套 每周一－周日 20：05 | 中国大陆 央视一套 每周一－周日 20：05         | 中国大陆 央视一套 每周一－周日 20：05 |
| ------------------------------------- | --------------------------------------------- | ------------------------------------- |
|                                       | 大秦帝国之崛起 （2017年2月9日－2017年3月6日） |                                       |
| 于成龙 （2017年1月3日-2017年1月24日） | 热血尖兵 （2017年3月7日-2017年3月30日）       |                                       |

| 马来西亚 ntv7 星期六 20:30 - 22:30           | 马来西亚 ntv7 星期六 20:30 - 22:30                           | 马来西亚 ntv7 星期六 20:30 - 22:30                                          |
| -------------------------------------------- | ------------------------------------------------------------ | --------------------------------------------------------------------------- |
|                                              | 大秦帝国之崛起 （2017年6月3日 - 2017年10月14日） P13         |                                                                             |
| —                                            | 最强大脑（第四季） (2017年10月21日 - 2018年1月6日）          |                                                                             |
| 星期一至六 23:00 - 00:00                     |                                                              |                                                                             |
| 新边城浪子 （2019年2月19日 - 2019年4月17日） | 大秦帝国之崛起 （重播） （2019年4月18日 - 2019年6月3日） P13 | 守百年之约（重播） （2019年6月3日 - 2019年7月8日） 星期一至五 23:00 - 00:00 |